# Fabrício Fiori
Fabrício Fiori Abud (São Sebastião do Paraíso, 21 de julho de 1993), mais conhecido como Fabrício Fiori, é um cantor e compositor brasileiro de música sertaneja, conhecido por integrar, com Fred Liel, a dupla Fred & Fabrício. Fabrício é apelidado de "rouxinol" pelo parceiro de dupla Fred Liel e, por conta disso, os fãs da dupla também o chamam assim. Com isso, existe o bordão "Canta, meu rouxinol!", usado pela dupla e pelos fãs.
Por conta de sua voz, Fabrício, muitas vezes, é comparado com o falecido cantor Cristiano Araújo. Sobre isso, Fabrício diz que "se sente honrado" com as comparações e, ainda, lembra de que sua primeira dupla foi apadrinhada pelo cantor.

## Biografia
A paixão de Fabrício pela música começou através de seu irmão Daniel, que era um cantor conhecido na região. O mesmo faleceu quando Fabrício tinha 8 anos de idade e, em decorrência, Fabrício foi convidado para cantar em um programa de TV da região, em homenagem ao irmão falecido. Com isso, Geovany Reis gostou do que viu na tela e procurou Fabrício e, a partir daí, viraram amigos. Anos depois, foi formada a dupla Geovany Reis e Fabrício, onde o mesmo iniciou sua carreira musical.

### Acidente automobilístico
No dia 24 de dezembro de 2023, data da véspera de Natal, Fabrício Fiori, seu assessor Gusttavo e mais dois familiares sofreram um acidente automobilístico a caminho de São Sebastião do Paraíso, sua cidade natal. 
Segundo comunicado publicado nas redes pela assessoria, "O artista, seu assessor e seus familiares estão bem e já se encontram em casa, celebrando o Natal com a família. Todos passaram por diversos exames, sendo constatados apenas alguns ferimentos leves." Fabrício comentou na publicação: "Tamo bem galera! Tá tudo certo! Obrigado pela preocupação" (sic)

## Carreira
- No ano de 2008, a dupla Geovany Reis e Fabrício iniciou suas atividades, depois de anos de amizade. A dupla, apadrinhada por Cristiano Araújo[5], durou até 2016.[6]
- Após o fim da dupla com Geovany Reis, Fabrício Fiori lançou sua carreira solo. Já nessa época, Fabrício já era compositor de sucessos como Frentista, gravada pelo cantor Gabriel Gava.
- Em 2018, Fabrício Fiori lançou seu primeiro álbum em carreira solo, intitulado 3 Vidas, com Esmola, faixa de destaque do álbum.

- Até 2021, quando conheceu Fred Liel, os dois cantores gravaram o álbum Acústico de Primeira, que fez os cantores se destacarem nacionalmente e resultou na formação da dupla, que está em atividade até os dias atuais.

## Discografia

### Geovany Reis & Fabrício
- Geovany Reis & Fabrício (2016)

### Carreira solo
- 3 Vidas (2018)